# Eulepidotis rectimargo
Eulepidotis rectimargo är en fjärilsart som beskrevs av Achille Guenée 1852. Eulepidotis rectimargo ingår i släktet Eulepidotis och familjen nattflyn. Inga underarter finns listade i Catalogue of Life.